# Saranambana
Saranambana is een plaats en commune in het oosten van Madagaskar, behorend tot het district Fenoarivo Atsinanana, dat gelegen is in de regio Analanjirofo. Tijdens een volkstelling in 2001 telde de plaats 47.260 inwoners.
De plaats biedt naast lager onderwijs ook middelbaar onderwijs aan. 99 % van de bevolking werkt als landbouwer. Het belangrijkste landbouwproduct is rijst; andere belangrijke producten zijn koffie en kruidnagelen. Verder is 1% actief in de dienstensector.